# Пестовка (притока Іжа)
Песто́вка (рос. Пестовка) — річка в Удмуртії, Росія, права притока річки Іж. Протікає територією Зав'яловського району та містом Іжевськ.
Річка починається за 1,5 км від кордону з Якшур-Бодьїнським районом та за 2,5 км на південний захід від села Углова того ж таки району. Протікає спочатку схід, потім повертає на південний схід; пригирлова ділянка спрямована на південь. Впадає до Іжа на території міста Іжевськ. Береги заліснені, нижня течія заболочена.
Над річкою не розташовано населених пунктів. У верхній течії через русло збудовано залізничний міст, на березі залізнична платформа Пестовка в межах колишнього присілку Пестовка.